# Güzelçamlı, Kuşadası
Güzelçamlı là một thị trấn thuộc huyện Kuşadası, tỉnh Aydın, Thổ Nhĩ Kỳ. Dân số thời điểm năm 2010 là 5.963 người.